# Alchemilla ecklonis
Alchemilla ecklonis é uma espécie de rosácea do gênero Alchemilla, pertencente à família Rosaceae.